# Кеджвік
Кеджвік (англ. Kedgwick) — сільська община в Канаді, у провінції Нью-Брансвік, у складі графства Рестігуш.

## Населення
За даними перепису 2016 року, сільська община нараховувала 1979 осіб, показавши скорочення на 5,3%, порівняно з 2011-м роком. Середня густина населення становила 3 осіб/км².
З офіційних мов обидвома одночасно володіли 630 жителів, тільки англійською — 15, тільки французькою — 1 305.
Працездатне населення становило 62,5% усього населення, рівень безробіття — 21,7% (29,1% серед чоловіків та 13,5% серед жінок). 88,7% осіб були найманими працівниками, а 10,8% — самозайнятими.
Середній дохід на особу становив $31 413 (медіана $28 720), при цьому для чоловіків — $36 574, а для жінок $26 303 (медіани — $35 968 та $21 600 відповідно).
23,5% мешканців мали закінчену шкільну освіту, не мали закінченої шкільної освіти — 36,5%, 39,4% мали післяшкільну освіту, з яких 17,9% мали диплом бакалавра, або вищий.
| Статево-вікова структура населення | Статево-вікова структура населення | Статево-вікова структура населення | Статево-вікова структура населення | Статево-вікова структура населення |
| ---------------------------------- | ---------------------------------- | ---------------------------------- | ---------------------------------- | ---------------------------------- |
|                                    |                                    |                                    |                                    |                                    |
| Всього                             | Всього                             | 51,1%48,9%                         |                                    |                                    |
| 0 — 14 років                       | 0 — 14 років                       |                                    | 12,9%                              | 12,9%                              |
| 15 — 64 років                      | 15 — 64 років                      |                                    | 68,2%                              | 68,2%                              |
| 65 і більше                        | 65 і більше                        |                                    | 18,9%                              | 18,9%                              |
| 85 і більше                        | 85 і більше                        |                                    | 1,5%                               | 1,5%                               |
| Середній вік (років)               | Середній вік (років)               | 43,844,8                           | 44,3                               | 44,3                               |
| Медіана (років)                    | Медіана (років)                    | 47,248,0                           | 47,6                               | 47,6                               |
| — чоловіки — жінки                 |                                    |                                    |                                    |                                    |

| Походження мешканців:     | Походження мешканців:     | Походження мешканців: | Походження мешканців: | Походження мешканців: |
| ------------------------- | ------------------------- | --------------------- | --------------------- | --------------------- |
| Походження                |                           |                       | осіб                  | %                     |
| Корінні американці        | Корінні американці        |                       | 95                    | 4.86%                 |
| Інше північноамериканське | Інше північноамериканське |                       | 1 685                 | 86.19%                |
| Європейське               | Європейське               |                       | 505                   | 25.83%                |
| британське                | британське                |                       | 115                   | 5.88%                 |
| французьке                | французьке                |                       | 460                   | 23.53%                |

| Зайнятість населення за галузями (за класифікацією NOC): | Зайнятість населення за галузями (за класифікацією NOC): | Зайнятість населення за галузями (за класифікацією NOC): | Зайнятість населення за галузями (за класифікацією NOC): | Зайнятість населення за галузями (за класифікацією NOC): |
| -------------------------------------------------------- | -------------------------------------------------------- | -------------------------------------------------------- | -------------------------------------------------------- | -------------------------------------------------------- |
|                                                          |                                                          |                                                          |                                                          |                                                          |
| Управління                                               | Управління                                               |                                                          | 6,2%                                                     | 6,2%                                                     |
| Бізнес, фінанси та адміністрування                       | Бізнес, фінанси та адміністрування                       |                                                          | 9%                                                       | 9%                                                       |
| Природничі та прикладні науки                            | Природничі та прикладні науки                            |                                                          | 1,4%                                                     | 1,4%                                                     |
| Охорона здоров'я                                         | Охорона здоров'я                                         |                                                          | 5,2%                                                     | 5,2%                                                     |
| Освіта, правозахист, муніципальні та урядові служби      | Освіта, правозахист, муніципальні та урядові служби      |                                                          | 10,4%                                                    | 10,4%                                                    |
| Мистецтво, культура, відпочинок та спорт                 | Мистецтво, культура, відпочинок та спорт                 |                                                          | 1,4%                                                     | 1,4%                                                     |
| Роздрібна торгівля та послуги                            | Роздрібна торгівля та послуги                            |                                                          | 14,2%                                                    | 14,2%                                                    |
| Гуртова торгівля, транспорт та обладнання                | Гуртова торгівля, транспорт та обладнання                |                                                          | 22,3%                                                    | 22,3%                                                    |
| Природні ресурси, сільське господарство                  | Природні ресурси, сільське господарство                  |                                                          | 12,8%                                                    | 12,8%                                                    |
| Виробництво                                              | Виробництво                                              |                                                          | 16,1%                                                    | 16,1%                                                    |

## Клімат
Середня річна температура становить 2,5°C, середня максимальна – 21,1°C, а середня мінімальна – -21,3°C. Середня річна кількість опадів – 1 030 мм.
| Клімат поселення                              | Клімат поселення | Клімат поселення | Клімат поселення | Клімат поселення | Клімат поселення | Клімат поселення | Клімат поселення | Клімат поселення | Клімат поселення | Клімат поселення | Клімат поселення | Клімат поселення | Клімат поселення |
| Показник                                      | Січ.             | Лют.             | Бер.             | Квіт.            | Трав.            | Черв.            | Лип.             | Серп.            | Вер.             | Жовт.            | Лист.            | Груд.            |                  |
| Середній максимум, °C                         | −7,99            | −6,31            | 0,46             | 7,55             | 15,36            | 20,82            | 21,05            | 20,60            | 14,75            | 8,92             | 2,58             | −5,62            |                  |
| Середня температура, °C                       | −14,63           | −12,96           | −6,2             | 0,89             | 8,70             | 14,16            | 17,32            | 16,87            | 11,02            | 5,20             | −1,14            | −9,34            |                  |
| Середній мінімум, °C                          | −21,29           | −19,63           | −12,86           | −5,77            | 2,05             | 7,50             | 13,60            | 13,14            | 7,28             | 1,46             | −4,88            | −13,07           |                  |
| Норма опадів, мм                              | 77               | 62               | 63               | 58               | 84               | 94               | 122              | 104              | 93               | 91               | 87               | 95               |                  |
| Середньомісячна швидкість вітру, м/с          | 3.80             | 3.90             | 4.02             | 3.80             | 3.52             | 3.20             | 2.82             | 2.80             | 3.10             | 3.40             | 3.60             | 3.72             |                  |
| Середньомісячна сонячна радіація, кДж/м²·день | 4966             | 8201             | 12169            | 15782            | 18379            | 20155            | 19378            | 17088            | 12406            | 7561             | 4450             | 3676             |                  |
| --------------------------------------------- | ---------------- | ---------------- | ---------------- | ---------------- | ---------------- | ---------------- | ---------------- | ---------------- | ---------------- | ---------------- | ---------------- | ---------------- | ---------------- |
| Джерело:                                      |                  |                  |                  |                  |                  |                  |                  |                  |                  |                  |                  |                  |                  |